# MUSS (兵器)

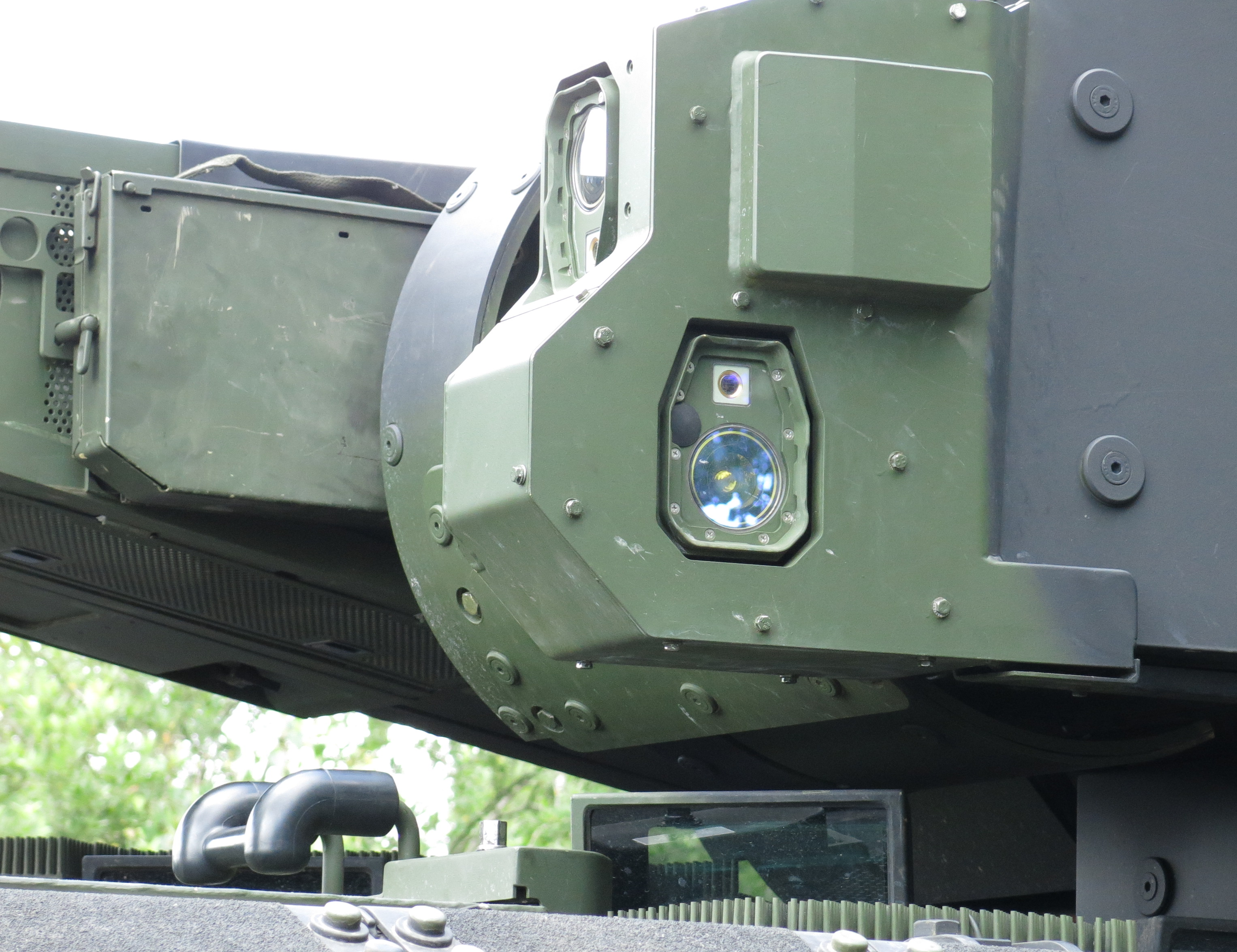
プーマIFVの砲塔前面及び左側に備えられたMUSSのセンサー。

MUSS（Multifunktionales Selbstschutz-System）とは、対戦車ミサイルに対して開発されたソフトキル型式のアクティブ防護システムである。

## 経緯
MUSSはEADS社、ラインメタルの子会社であるBuck社、そしてクラウス＝マッファイ・ヴェクマン社（KMW）によって開発された。2003年以前、この兵器はドイツ連邦軍国防技術調達庁によりレオパルト2戦車上で試験された。
EADS社が2006年に契約を締結した後、新型のドイツ製IFVであるプーマ装甲歩兵戦闘車にはMUSSの搭載が予定された。

## 設計
MUSSは3つの主要素から成り立っている。センサー群はレーザー警戒装置、およびミサイル警戒装置によって構成され、これらのセンサーは紫外線を使用している。他はコンピューターと電子装置、また火工技術を用いた妨害装置である（赤外線妨害装置など）。センサー群が飛来するミサイルや、または車輌を狙うレーザービームを検知した際、コンピューターは妨害装置を作動させる。MUSSは周囲360度、上方70度までの防護範囲を提供し、また一度に4つまでの脅威に対処できる。
全体的なシステムの重量は65から160kgである。